# Groenlandia
Groenlandia é um género botânico pertencente à família Potamogetonaceae.
1. ↑  «Groenlandia — World Flora Online». www.worldfloraonline.org. Consultado em 19 de agosto de 2020